# Кадилкар, Васанти
Васанти Кадилкар (англ. Vasanti Khadilkar, по мужу Унни; 1 апреля 1961, Барамати) — индийская шахматистка, международный мастер (1982) среди женщин.
Чемпионка Индии 1974 года.
В 1984 году совместно с Бхагьяшри Типсей выиграла чемпионат Великобритании по шахматам среди женщин.
Участница ряда олимпиад в составе команды Индии.
Её две сестры Джейшри и Рохини также профессиональные шахматистки.

## Изменения рейтинга
| Графики недоступны из-за технических проблем. См. информацию на Фабрикаторе и на mediawiki.org. |